# Voraptus aerius
Voraptus aerius är en spindelart som beskrevs av Simon 1898. Voraptus aerius ingår i släktet Voraptus och familjen taggfotsspindlar.
Artens utbredningsområde är Kongo. Inga underarter finns listade i Catalogue of Life.